# 蓋默靈湖

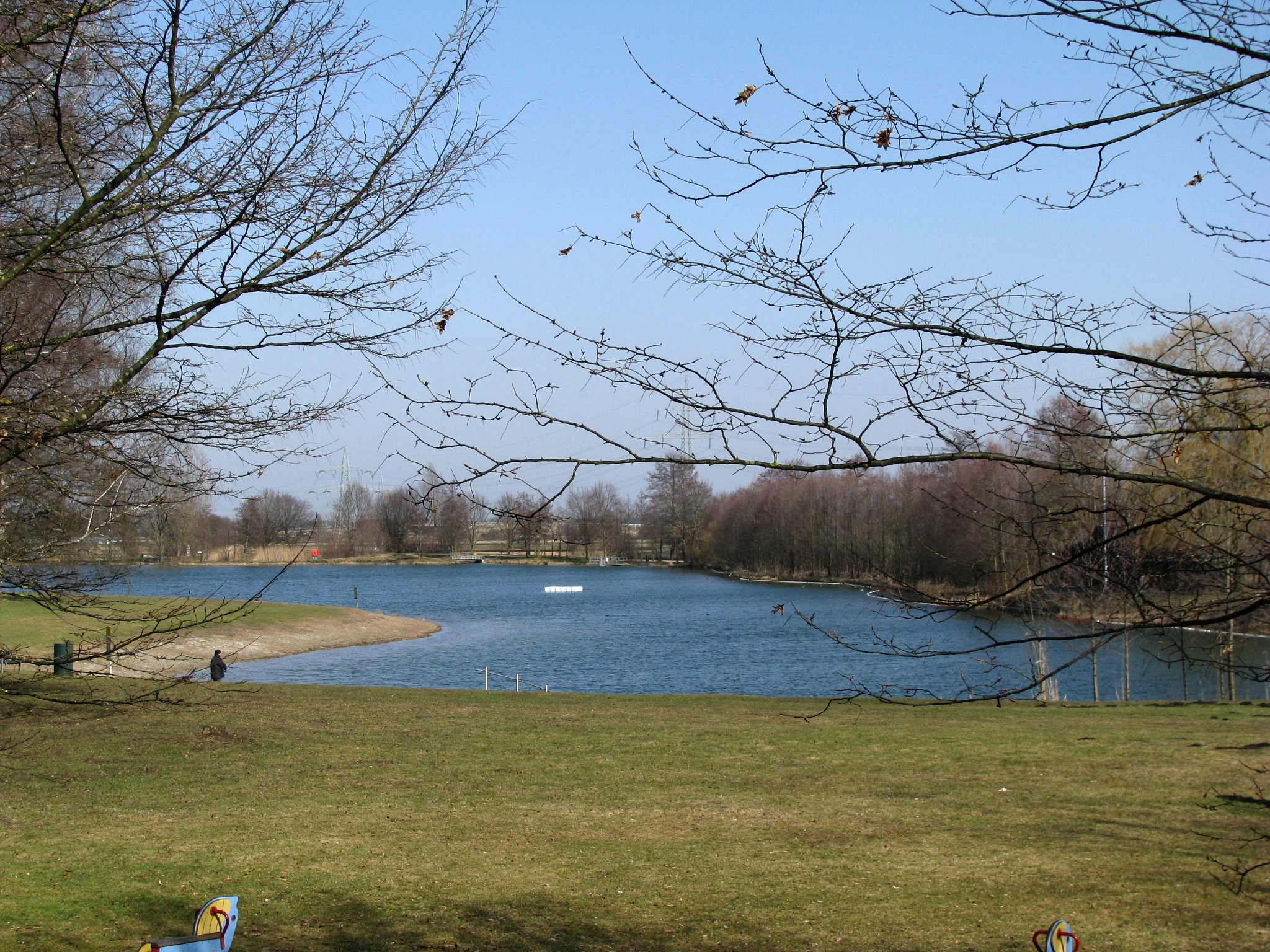

48°8′12″N 11°20′37″E / 48.13667°N 11.34361°E
蓋默靈湖（德語：Germeringer See），是德國的湖泊，位於該國東南部，由巴伐利亞州負責管轄，處於蓋默靈，長0.3公里、寬0.1公里，面積0.03平方公里，海拔高度530米，最大水深6米，湖岸線長度0.7公里。